# Tricentra benevisio
Tricentra benevisio är en fjärilsart som beskrevs av Louis Beethoven Prout 1932. Tricentra benevisio ingår i släktet Tricentra och familjen mätare. Inga underarter finns listade i Catalogue of Life.